# Cirrhilabrus rhomboidalis
Cirrhilabrus rhomboidalis är en fiskart som beskrevs av Randall, 1988. Cirrhilabrus rhomboidalis ingår i släktet Cirrhilabrus och familjen läppfiskar. IUCN kategoriserar arten globalt som otillräckligt studerad. Inga underarter finns listade i Catalogue of Life.